# Пасынок (приток Молвы)
Пасынок — река в России, протекает по Серовскому району Свердловской области. Устье реки находится в 10 км по левому берегу реки Молвы. Длина реки Пасынок составляет 24 км.
В 8,4 км от устья по правому берегу впадает река Еловка.

## Данные водного реестра
По данным государственного водного реестра России, Пасынок относится к Иртышскому бассейновому округу, речному бассейну Иртыша, речному подбассейну Тобола. Водохозяйственный участок реки — Тавда от истока и до устья, без реки Сосьва от истока до водомерного поста у деревни Морозково.
Код объекта в государственном водном реестре — 14010502512111200011291.